# 神奈川県立菅高等学校
神奈川県立菅高等学校（かながわけんりつ すげこうとうがっこう）は、神奈川県川崎市多摩区にある公立の高等学校。

## 沿革
- 1983年 - 開校

## 設置課程
- 全日制

## 交通
- 京王相模原線京王稲田堤駅、東日本旅客鉄道（JR東日本）南武線稲田堤駅より
  - 川崎市バス 登14 『西菅団地』下車。徒歩2分。
  - 徒歩20分
- 小田急小田原線読売ランド前駅より 
  - 小田急バス 読05 『南菅中学校』下車。徒歩2分。
  - 徒歩15分

## 学園祭
「飛翔祭」と呼ばれる。

## 著名な出身者
東京ヴェルディの練習場であるヴェルディグラウンドが近いため、同校に進学する選手が多い。

### プロサッカー選手
現役
- 吉野恭平 - 横浜FC
- 村井清太 - FC今治
- 舘野俊祐 - FC大阪
- 渡辺皓太 - 横浜F・マリノス（中央高等学院に転校）
- 遠藤光 - ヴァンフォーレ甲府（三菱養和SCユース出身）

現役引退
- 菊原志郎
- 菅原智
- 斉藤乙
- 富田晋伍
- エルサムニー・オサマ
- 山越享太郎

### その他
- 早川英樹 - コナミデジタルエンタテインメント社長、コンピュータエンターテインメント協会会長